# Коренита (Угљевик)
Коренита је насељено мјесто у општини Угљевик, Република Српска, БиХ. 

## Географија
Коренита се простире на сјеверним обронцима Мајевичких брда, који се поступно спуштају према нижим надморским висинама Посавине и Семберије. Сјеверни дијелови села обухватају долинске равни ријека Лукавац (Гњица) и ријечице Гњица, гдје доминирају пољопривредне површине.
Површина села је 1235 хектара. Значајан дио територије села покривен је шумама - махом храста и букве.
На сјеверу и истоку граничи са селима Града Бијељина: Пиперци и Буковица Горња, на југу са Забрђем и Тутњевцем (општина Угљевик) и на западу са Бобетиним Брдом (општина Лопаре).
Систематски списак насељених мјеста Републичког завода за статистику Републике Српске препознаје следеће дијелове насељеног мјеста Коренита: Видовићи, Кандићи, Коренита, Крстићи, Новаковићи, Пајкановићи, Петровићи, Поповићи, Станковићи, Торлаковићи и Чолићи.
Центар насеља формиран је у засеоку Кандићи, гдје су смјештени објекти основне школе, православне цркве, фудбалског игралишта и други садржаји од јавног значаја.
Највиша тачка надморске висине села је у близини топонима Граник - на граници са Тутњевцем, на раскрсници која води у тутњевачки засеок Ђокићи, кота: 204 мнв.
Надморске висине других топонима: Туњице - 201 мнв, Зорино брдо - 192 мнв, Мусалимовина - 181 мнв, Видовићи 178 мнв... Најнижа надморска тачка села је уз ријечицу Гњицу око 106 мнв. 

### Хидрологија
Рељеф Корените испресијецан је мањим водотоцима, који сви припадају поријечју ријеке Саве.  
Дијелом западне границе села према Тутњевцу протиче ријечица Гњица, настала спајањем Бијеле и Криве ријеке на подручју Тутњевца. Ова ријечица има више хидронимских варијанти: Бијела корајска ријека, Коренитска Гњица, или само Коренитка, али задржаћемо се на термину који биљежи Топографска карта Војногеографског института Југославије. Гњица тече у правцу југ–сјевер, да би у сјеверном дијелу села промијенила оријентацију у правцу југозапад–сјевероисток, текући кроз широку долинску раван. На том потезу има карактер бујичне воде, те често изливањем узрокује поплаве и отежава друмски саобраћај. 
У Гњицу се с југа улива Ристића поток, који протиче средишњим дијелом села у правцу југ–сјевер. Сличну оријентацију има и Буковчица, која чини дио источне границе села, а у коју се улива поток Црвена Буковица. Овај поток извире у тутњевачком дијелу шуме Дубраве, а у територију Корените улази у југоисточном дијелу села. У Црвену Буковицу се улива и Гранички поток, који такође припада овом разгранатом систему површинских токова.
Изван села Коренита, Гњица наставља свој ток приближно паралелно са ријеком Лукавац, у коју се улива у близини села Нови. Лукавац се затим улива у ријеку Саву.

### Саобраћај
Село је локалним путевима повезано са сусједним селима, осим са Бобетиним Брдом, са којим нема директне путне везе.
Локални пут Л3, који пролази кроз засеок Поповићи и повезује центар општине са регионалним путем Р-I-4104, последњих деценија интензивно се користи као најкраћа веза за путнике из правца Лознице ка Брчком и обрнуто. Међутим, профил и квалитет пута, као и његова категоризација, не одговарају његовом регионалном значају.
Након изградње аутопута Бања Лука-Београд, односно његове дионице Брчко Дистрикт - Бијељина, овај путни правац ће добити додатни значај. Идеје за модернизацију саобраћајнице и њено повезивање прикључком на аутопут још увијек су у фази концепта и нису детаљније разрађене просторно-планском документацијом.
Поштански саобраћај обавља предузеће Поште Српске. Поштанско подручје покрива Пошта 76330 Угљевик.

## Становништво
Према попису становништва из 1991. у насељу је живјело 840 становника, док је према последњем попису 2013. године у насељу живјело 557 становника.
| Националност        | 2013. | 1991.        | 1981.        | 1971.      |
| Срби                | -     | 819 (99,26%) | 992 (99,48%) | 994 (100%) |
| Хрвати              | -     | 0            | 0            | 0          |
| Бошњаци / Муслимани | -     | 0            | 0            | 0          |
| Југословени         | -     | 6 (0,73%)    | 3 (0,3%)     | 0          |
| остали и непознато  | -     | 0            | 2 (0,2%)     | 0          |
| Укупно              | 557   | 825          | 997          | 994        |

1. ↑  Народна скупштина Републике Српске оградила се од Коначних резултата пописа становништва које је објавила Агенција за статистику Босне и Херцеговине. Стога званични подаци по националној припадности у Републици Српској нису били објављени.
2. ↑  Муслимани се данас изјашњавају као Бошњаци.

## Историја
Коренитa је евидентирана у попису Зворничког санџака из 1533. године у варијанти имена Коранита у нахији Корај са 25 кућа, 5 неожењених, 1 баштином и 1 примићуром. Исти документ пописује, у близини села Корените и мезра Деда Ђуро, који је тимар Камбера, сина Каменка. Мездра или мезра је ријеч арапског поријекла и означава њиву, земљу ораницу; поље или обрадиво земљиште које се налази у близини неког села, коју обрађују мјештани тог села или означава разрушено или напуштено село. Такође, у близини села Коренита се помиње Чифлук кнеза Марка - другим именом: баштина Вучерина, која је била део тимара Кнеза Марка, сина Димитрија.
На размеђи 18. и 19. вијека, због бурних историјских догађаја, ови крајеви су остали углавном пусти, након чега је уследило досељавање нових становника, углавном из Херцеговине.  
Предање говори да су први насељеници из Херцеговине били Кандићи. Населили су се у Кандић мали. По предању били су велико сеобено друштво и бег им је нудио да остану у Тутњевцу. Јамчио им да их Турци неће узнемиравати, али они нису хтјели бегу вјеровати него се населе у шуме у Коренити. За вријеме куге у 18. вијеку Кандићи су се населили код старе воде, а послије око данашње школе. 
Помен села налази се у извјештају Корајског муле властима у Горњој Тузли од 13. августа 1876. године. Османлије наводе, према сазнањима муле Шакира-аге из Кораја да се устаници ("ешкије") до тада нису појавили у Корају или сусједним селима, али да је српска војска дошла до Корените, Забрђа и Богутовог Села и тамо попуњавала јединице становништвом. Поменути догађај се односи на догађаје током Бијељинске буне 1876. године. 
Успоставом општине Забрђе након Аустроугарске окупације 1878. године први начелник општине је био из Корените - Лазар Поповић.
Основна школа у селу је отворена 1890. године и једна је од најстаријих у овој регији.
У часопису Источник, митрополије Дабробосанске из 1903. године објављен је Именик чланова свештено-удовичког мировинског фонда, у ком се спомиње име Ђорђа Свитлића (Јасеновац, 1862 - Београд, 1927), свештеника парохије Коренита у Зворничко-тузланској епархији, што је прво помињање имена свештеника.
Парох Свитлић је изградио капелу и првобитну цркву-брвнару у сусједном мјесту Пиперци. Народно предање у Пиперцима говори да је црква пренијета из гробља Томићи у Коренити.
Ђорђев син Љубомир (1888-1944) такође је био свештеник парохије Коренита.
У Коренити је 18. августа 1923. године основан и одбор Просвјете, али убрзо је и престао радити: 31. маја 1924. године. У периоду између два рата у селу је забиљежено и дјеловање Народне хришћанске заједнице која је прослављала Светога Саву као своју славу.
Током Другог свјетског рата у овом селу, у локалној школи се налазио штаб Седамнаесте мајевичке бригаде, под командом народног хероја Вељка Лукића Курјака, као и партизанска болница (од новембра 1941. до фебруара 1942. године) на чијем челу је био студент медицине из Патковаче Никола Спасојевић, по коме се послије рата звао медицински центар у Бијељини.

## Јавни објекти
Од објеката јавне намјене у селу су изграђени објекти дома културе, подручне школе, цркве, водовода, секторска амбуланте породичне медицине, фудбалско игралиште...
Споменик жртвама Другог свјетског рата, по замисли архитекте Слободана Лукића, откривен је 24. октобра 1965. године.
2000-их година у селу је изграђен нови објекат четворогодишње подручне основне школе "Вук Караџић" Забрђе и споменик борцима Одбрамбено-отаџбинског рата.
У Коренити постоје два гробља у засеоцима Томићи и Торлаковићи.
2011. године изграђен је објекат вернакуларне архитектуре са етно поставком и простором за друштвена окупљања, који је дио шире замисли етно музеја локалних ентузијаста.

### Црква
Српска православна црква у Коренити дјелује кроз Пиперачку парохију, Архијерејско намјесништво Брчко, Зворничко-тузланске епархије.
Филијални храм у селу је посвећен Преподобномученици Параскеви – Светој Петки Трнови.
Храм има димензије 17x10 метара. Његова изградња започела је 2003. године, према пројекту архитекте Драгана Јевтића из Зворника. Темеље храма освештао је епископ зворничко-тузлански Василије, 2004. године, а сам храм је освештан 3. августа 2008. године од стране истог епископа.
Иконостас, израђен од трешњиног дрвета, рад је Станише Томића из Корените. Иконе на иконостасу живописао је Горан Пешић из Чачка, који је такође и главни иконописац храма.

## Светковине
Слава цркве у Коренити - Света Петка Трнова обиљежава се 8. августа.
Сеоска молитва је Спасовдан.
До економског оснаживања домаћинстава, до половине 20. вијека, село је организовало обиљежавање сеоске молитве заједнички на скупу који се одржавао на молитвишту код данашњег дома културе. На том мјесту налазило се дрво - „молитвеник“ (вјероватно је било у питању Запис), пред којим је обављан вјерски обред, а након тога је организован заједнички молитвени ручак. Крст који је био постављен на том стаблу и даље чува породица Остојић.
Ранију традицију вашара поводом прославе Светог Саве (27. јануара) наставиле су да обиљежавају одређене породице у својим домовима, уз крсну славу и молитву. 
Од почетка 60-их година до рата у Босни и Херцеговини, у првој недјељи октобра, у селу је организовано обиљежавање сјећања на учеснике НОР-а.

## Привреда
Привреда села Коренита у великој мјери се ослања на радну миграцију – значајан дио становништва налази се на раду у земљама западне Европе. Поред тога, одређени број мјештана запослен је у Руднику и термоелектрани „Угљевик“, који представља кључни привредни субјект Општине Угљевик и ове регије.
Сточарство има изразито значајну улогу у локалној економији. Према подацима Агенције за пружање стручних услуга у пољопривреди Републике Српске из 2016. године, у Коренити је било регистровано 75 фарми, на којима се узгајало 112 говеда, 64 овце, 989 свиња и 92 перади. По бројности свиња, Коренита је заузимала прво мјесто у Општини Угљевик, а по броју регистрованих фарми налазила се на четвртом мјесту.
Од индустријске производње у селу је активно једно предузеће из области металургије (производња од лима) Баст-метал д.о.о. Коренита.
2025. године издате су дозволе приватном инвеститору за изградњу фотонапонских електрана Коренита 1, 2, 3 и 4 - свака капацитета 149,50 kW.
Стратегија развоја привреде Општине Угљевик за период 2024-2030. дефинисала је Корениту као потенцијалну локацију за развој нове индустријске зоне (у контексту изградње аутопута Београд - Бања Лука).

## Спорт
У периоду социјалистичке Југославије у селу је основан, 1966. године Фудбалски клуб Граничар, а у центру села је изграђено фудбалско игралиште. Клуб је са тим именом наступао у нижим лигама до 2015. године, када је угашен.
2024. године обновљен је рад клуба, али због оптерећења ФК Граничар пореским дугом, под другим именом ФК Коренита. Такмичи се у Првој лиги ОФС Брчко Дистрикт (пети такмичарски ниво у оквиру система фудбалског савеза Републике Српске) (сезона 2024/2025).

## Знамените личности
- Василије Томић, српски свештеник и теолог
- др Јован Перенчевић (Коренита, 1894– Бања Лука, 1968), адвокат, судија, члан Управе Српског сокола, старјешина Соколске жупе Босанске Крајине. Осуђеник на Велеиздајничком процесу 1916. године[25][26].

## Галерија
- Објекти јавне намјене у центру села
- Напуштени објекат Друштвеног дома
- Подручна школа